# Antonio Reguero
Antonio Reguero Chapinal (Madrid, 4 luglio 1982) è un calciatore spagnolo, portiere svincolato.

## Carriera

### Club
Il 3 maggio 2016 viene acquistato a titolo definitivo dalla squadra finlandese del RoPS.

## Palmarès

### Club

#### Competizioni nazionali
- Coppa di Finlandia: 1

HJK: 2020
- Campionato finlandese: 1

HJK: 2020